# Otto Rehhagel

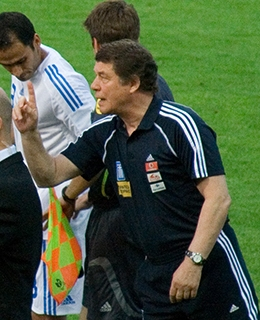
Otto Rehhagel (2008)

Otto Rehhagel, född 9 augusti 1938 i Essen, är en tysk tränare och före detta fotbollsspelare.
Otto Rehhagel är legendarisk inom tysk fotboll. Han var med när Bundesliga startades 1963 innan han under 1970-talet inledde sin framgångsrika tränarkarriär. Under 1980-talet ledde Rehagel SV Werder Bremen till en rad andraplatser innan laget äntligen vann ligan 1988. 1992 ledde Rehhagel Bremen till seger i Cupvinnarcupen innan man återigen blev tyska mästare, 1993. Efter tiden i Bremen, då han fick sitt smeknamn König Otto, blev han tränare i storklubben FC Bayern München en kort tid. Han tog sedan över FC Kaiserslautern och ledde laget till en sensationell ligaseger 1998. FC Kaiserslautern vann ligan som nykomlingar efter att varit nedflyttade i andradivisionen ett år. 2001 tog Rehhagel över det grekiska landslaget och ledde Grekland till en sensationell EM-seger sommaren 2004.

## Spelarkarriär
- FC Kaiserslautern
- Hertha BSC Berlin
- Rot-Weiss Essen

## Tränaruppdrag
- Greklands fotbollslandslag (2001-)
  - Europamästare 2004
- FC Kaiserslautern
  - Tysk mästare: 1998
- FC Bayern München
- SV Werder Bremen
  - Tysk mästare: 1988, 1993
  - Tysk cupmästare: 1991, 1994
- Fortuna Düsseldorf
  - Tysk cupmästare: 1980
- Kickers Offenbach
- Borussia Dortmund
- Arminia Bielefeld